# Bulbophyllum virescens
Bulbophyllum virescens är en orkidéart som beskrevs av Johannes Jacobus Smith. Bulbophyllum virescens ingår i släktet Bulbophyllum och familjen orkidéer. Inga underarter finns listade i Catalogue of Life.

## Bildgalleri

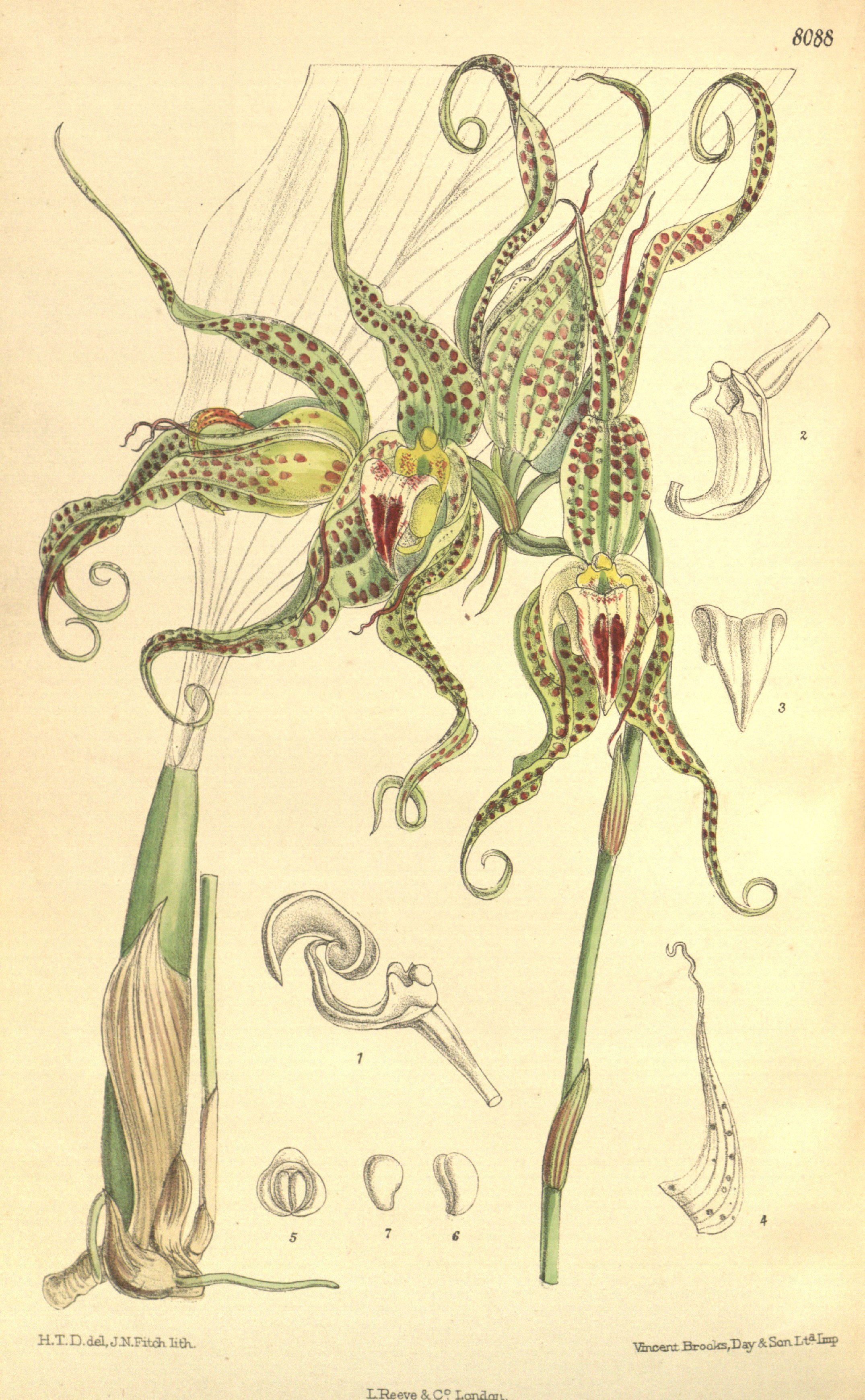
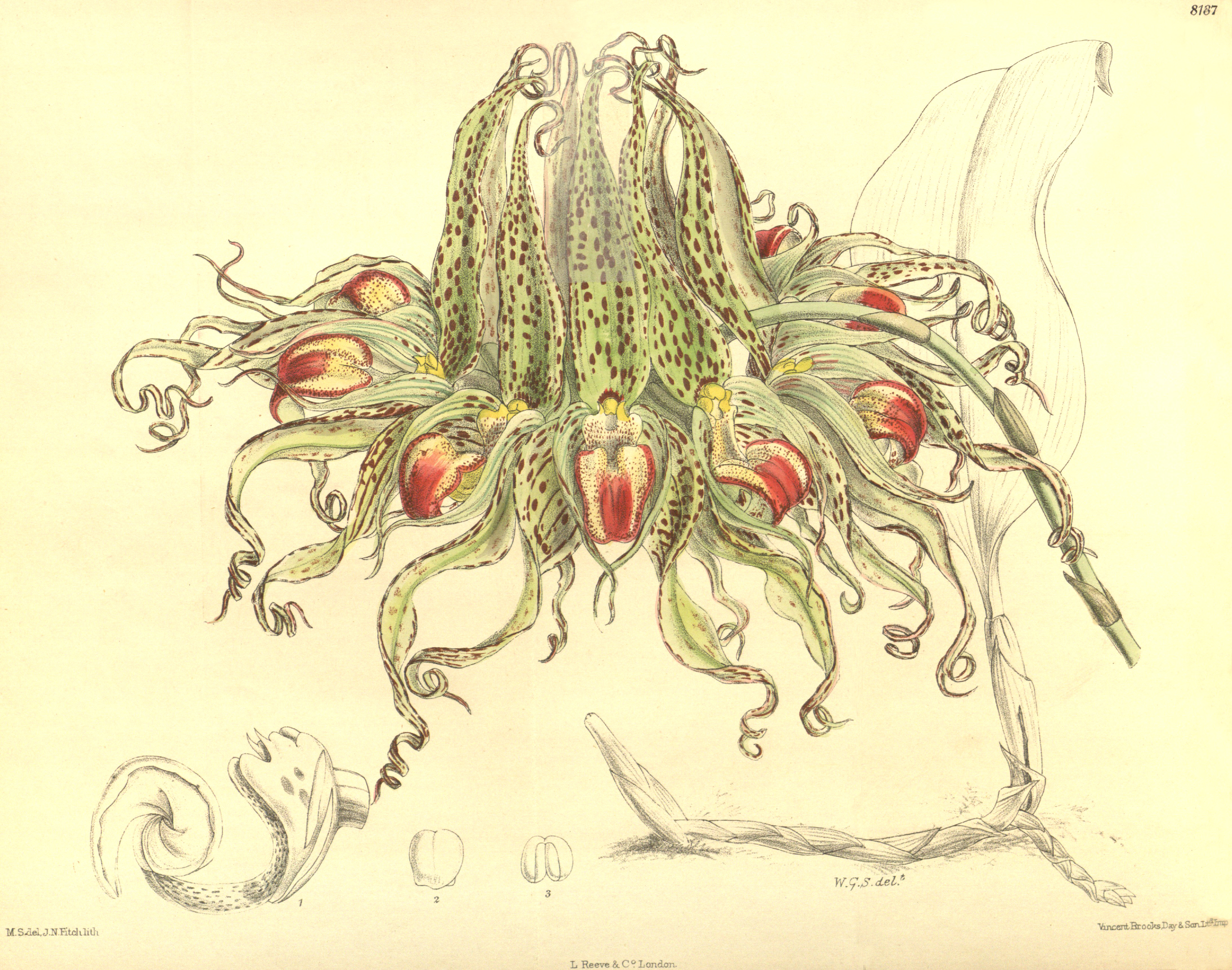